# Cryptotis parva
Cryptotis parva là một loài động vật có vú trong họ Chuột chù, bộ Soricomorpha. Loài này được Say mô tả năm 1823.

## Hình ảnh

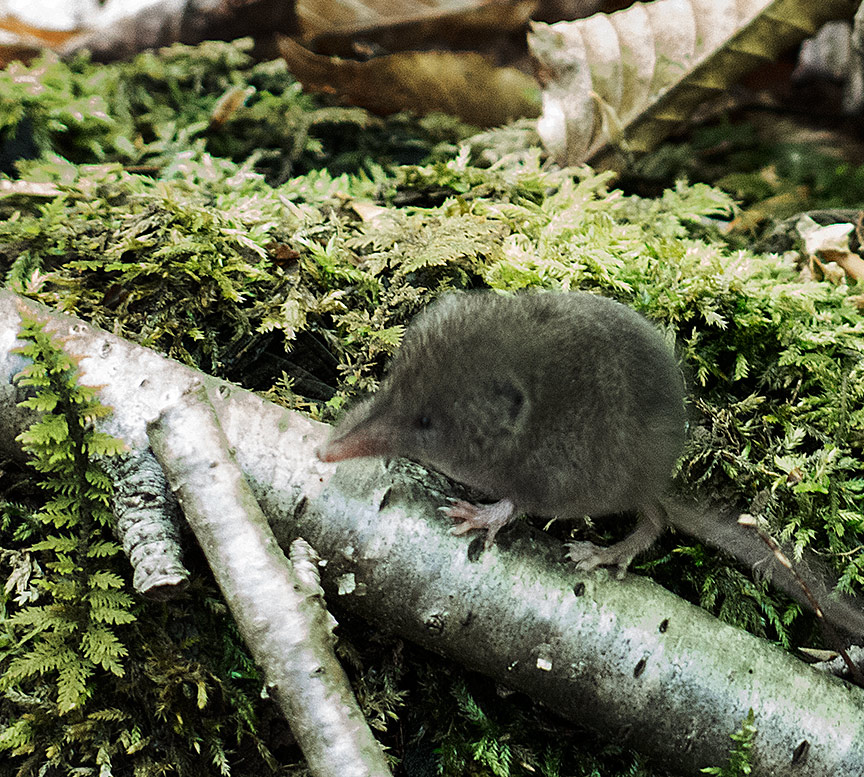